# Слатина (Крушевац)
Слатина је насељено место града Крушевца у Расинском округу. Према попису из 2022. било је 87 становника (према попису из 1991. било је 117 становника).

## Демографија
У насељу Слатина живи 84 пунолетна становника, а просечна старост становништва износи 44,1 година (41,4 код мушкараца и 47,5 код жена). У насељу има 34 домаћинства, а просечан број чланова по домаћинству је 3,06.
Ово насеље је великим делом насељено Србима (према попису из 2002. године), а у последња три пописа, примећен је пад у броју становника.
|  |

| Демографија | Демографија | Демографија |
| Година      | Становника  | Становника  |
| ----------- | ----------- | ----------- |
| 1948.       | 121         |             |
| 1953.       | 119         |             |
| 1961.       | 124         |             |
| 1971.       | 121         |             |
| 1981.       | 120         |             |
| 1991.       | 117         | 115         |
| 2002.       | 104         | 104         |

| Етнички састав према попису из 2002.‍ | Етнички састав према попису из 2002.‍ | Етнички састав према попису из 2002.‍ | Етнички састав према попису из 2002.‍ | Етнички састав према попису из 2002.‍ |
| ------------------------------------ | ------------------------------------ | ------------------------------------ | ------------------------------------ | ------------------------------------ |
|                                      |                                      |                                      |                                      |                                      |
| Срби                                 | Срби                                 |                                      | 102                                  | 98,07%                               |
| Албанци                              | Албанци                              |                                      | 1                                    | 0,96%                                |
| непознато                            | непознато                            |                                      | 1                                    | 0,96%                                |

| Година пописа     | 1948. | 1953. | 1961. | 1971. | 1981. | 1991. | 2002. |
| ----------------- | ----- | ----- | ----- | ----- | ----- | ----- | ----- |
| Број домаћинстава | 25    | 27    | 30    | 32    | 34    | 36    | 34    |

| Број чланова      | 1 | 2  | 3 | 4 | 5 | 6 | 7 | 8 | 9 | 10 и више | Просек |
| ----------------- | - | -- | - | - | - | - | - | - | - | --------- | ------ |
| Број домаћинстава | 6 | 13 | 2 | 6 | 4 | 2 | 0 | 0 | 0 | 1         | 3,06   |

| Пол    | Укупно | Неожењен/Неудата | Ожењен/Удата | Удовац/Удовица | Разведен/Разведена | Непознато |
| ------ | ------ | ---------------- | ------------ | -------------- | ------------------ | --------- |
| Мушки  | 47     | 12               | 29           | 3              | 3                  | 0         |
| Женски | 39     | 1                | 29           | 8              | 1                  | 0         |
| УКУПНО | 86     | 13               | 58           | 11             | 4                  | 0         |

| Пол    | Укупно                    | Пољопривреда, лов и шумарство | Рибарство                            | Вађење руде и камена | Прерађивачка индустрија       |
| ------ | ------------------------- | ----------------------------- | ------------------------------------ | -------------------- | ----------------------------- |
| Мушки  | 20                        | 2                             | 0                                    | 0                    | 12                            |
| Женски | 5                         | 2                             | 0                                    | 0                    | 1                             |
| УКУПНО | 25                        | 4                             | 0                                    | 0                    | 13                            |
| Пол    | Производња и снабдевање   | Грађевинарство                | Трговина                             | Хотели и ресторани   | Саобраћај, складиштење и везе |
| Мушки  | 0                         | 0                             | 0                                    | 0                    | 2                             |
| Женски | 0                         | 1                             | 0                                    | 0                    | 0                             |
| УКУПНО | 0                         | 1                             | 0                                    | 0                    | 2                             |
| Пол    | Финансијско посредовање   | Некретнине                    | Државна управа и одбрана             | Образовање           | Здравствени и социјални рад   |
| Мушки  | 0                         | 0                             | 2                                    | 0                    | 2                             |
| Женски | 0                         | 0                             | 0                                    | 0                    | 0                             |
| УКУПНО | 0                         | 0                             | 2                                    | 0                    | 2                             |
| Пол    | Остале услужне активности | Приватна домаћинства          | Екстериторијалне организације и тела | Непознато            | Непознато                     |
| Мушки  | 0                         | 0                             | 0                                    | 0                    | 0                             |
| Женски | 0                         | 0                             | 0                                    | 1                    | 1                             |
| УКУПНО | 0                         | 0                             | 0                                    | 1                    | 1                             |